# Toundra des îles Aléoutiennes
Localisation
La toundra des îles Aléoutiennes (Aleutian Islands tundra) est une écorégion terrestre nord-américaine du type toundra du World Wildlife Fund

## Répartition
Les îles Aléoutiennes suivent un arc de cercle de 1 500 km dans le Pacifique, à l'ouest de la péninsule d'Alaska et entre la mer de Béring et le golfe d'Alaska.  

## Climat
Les précipitations annuelles varient entre 530 mm et plus de 2 000 mm.  Les plus grandes îles et les côtes reçoivent plus de précipitations.  À l'hiver, la température peut descendre jusqu'à −70 °C et les moyennes maximales en été varient entre 10 °C et 13 °C.  

## Géomorphologie
La majorité des 300 îles de l'archipel des Aléoutiennes comportent des signes d'activités volcaniques.  Les cônes volcaniques sont nombreux et le plus hauts s'élèvent à 2 857 m d'altitude, avec le Mont Shishaldin sur l'île d'Unimak, à ne pas confondre avec le plus haut sommet de la chaîne aléoutiennes (donc pas seulement les îles), le Mont Rebout qui culmine lui à 3 109 m.  

## Caractéristiques biologiques
La végétation plus exposée des hautes terres est surtout constituée de broussailles basses de saules et de camarine noire.  Les zones plus abritées sont généralement couvertes de prairies herbacées avec notamment Calamagrostis canadensis.  Les aléoutiennes sont renommées pour les nombreuses et importantes colonies d'oiseaux de mer qui y sont établies.  Deux espèces y sont endémiques: une musaraigne, Sorex hydrodromus, et une fougère, Polystichum aleuticum. 

## Conservation
Dans l'ensemble, cette écorégion est relativement intacte.  Les quelques cas d'altération proviennent de l'activité de communautés isolées, d'élevages et de bases militaires. 